# Prieuré Saint-Symphorien de Bonnieux
Le prieuré Saint-Symphorien de Bonnieux est un ancien prieuré remarquable par son clocher roman du XIIe siècle. Il est situé à Bonnieux au cœur du massif du Luberon, dans le département français de Vaucluse en région Provence-Alpes-Côte d'Azur.

## Localisation
Le prieuré est propriété privée et surplombe l'ancienne route de Marseille à Apt dans la vallée de l'Aigue Brun, près de l'intersection des routes D943 et D113.

## Historique
Le prieuré Saint-Symphorien est une dépendance de l'abbaye Saint-Victor de Marseille, édifiée aux XIe et XIIe siècles.
Une étude historique a été menée par l'historien Jean Méhu de Cadenet dont voici les principales conclusions :
Comportant une nef unique longue d'une quinzaine de mètres, terminée à l'est par une abside, cette église était peut-être prolongée à l'ouest par des bâtiments conventuels. On a émis l'hypothèse d'une clôture délimitant une cour et donnant à l'ouvrage un caractère défensif. Dès l'origine, l'édifice bâti le long de la voie empruntant le lit de l'Aiguebrun aurait donc eu une double vocation de lieu de culte et de refuge pour les voyageurs dans les temps troublés. De toute façon, comme on l'a vu, il est fort possible que l'établissement religieux ait été doublé par précaution, dès le XIe siècle, d'un ouvrage militaire - en l'occurrence une tour, ancêtre du futur château seigneurial de Buoux.
Selon les auteurs qui ont pu travailler sur le site, on peut distinguer à Saint-Symphorien, cinq étapes de construction qui s'étagent entre le XIe siècle et l'époque contemporaine, la magnifique tour-campanile (que l'on peut, seule, admirer de loin à présent) datant, pour sa part, de la première partie du XIIe siècle.
Il est possible que le souvenir de la fondation elle-même ait été conservé sur une pierre utilisée en remploi dans le mur, au-dessus de la porte du bâtiment. Jusqu'à sa disparition au début de 1962 on pouvait y lire l'inscription suivante:

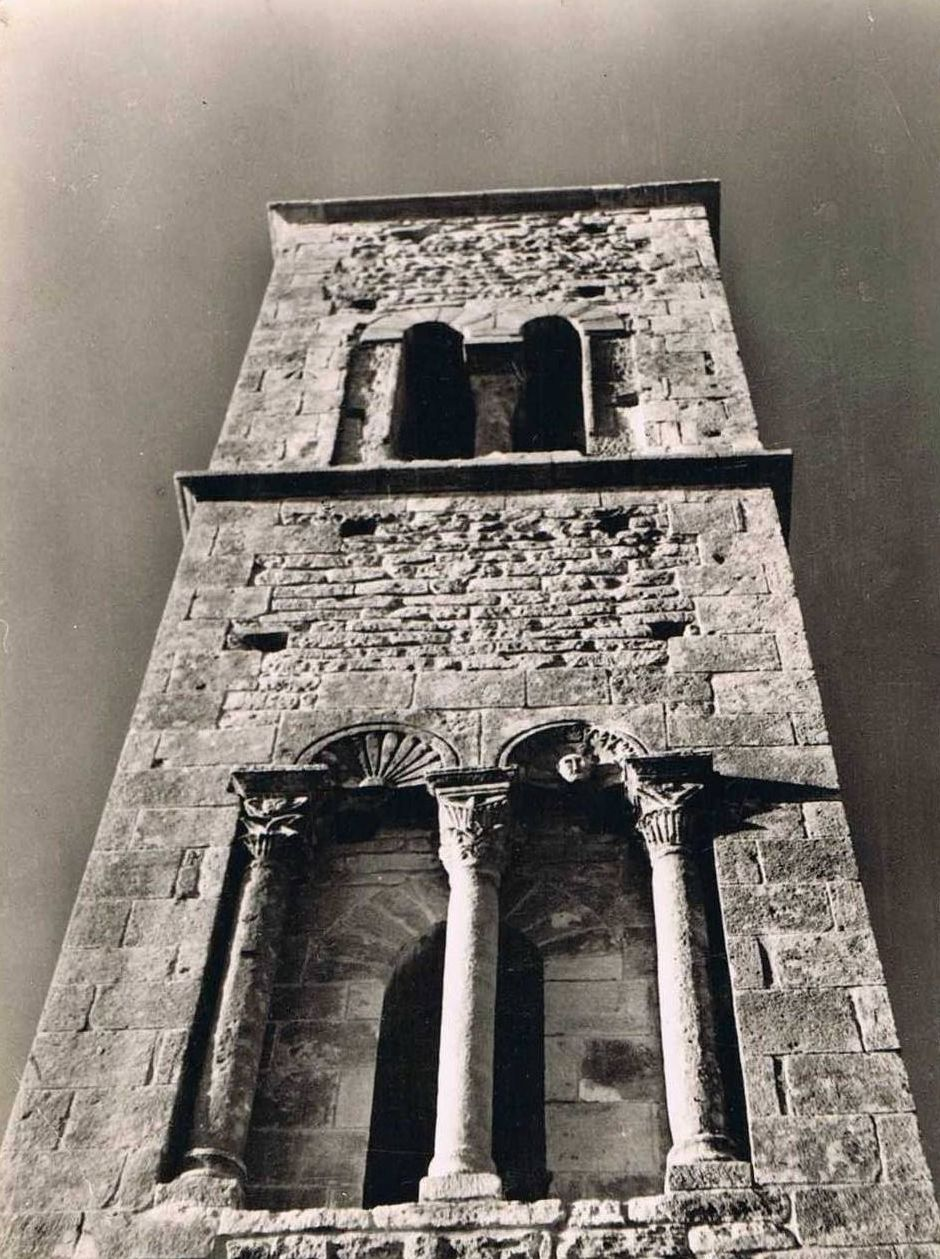
Le clocher en 1900.

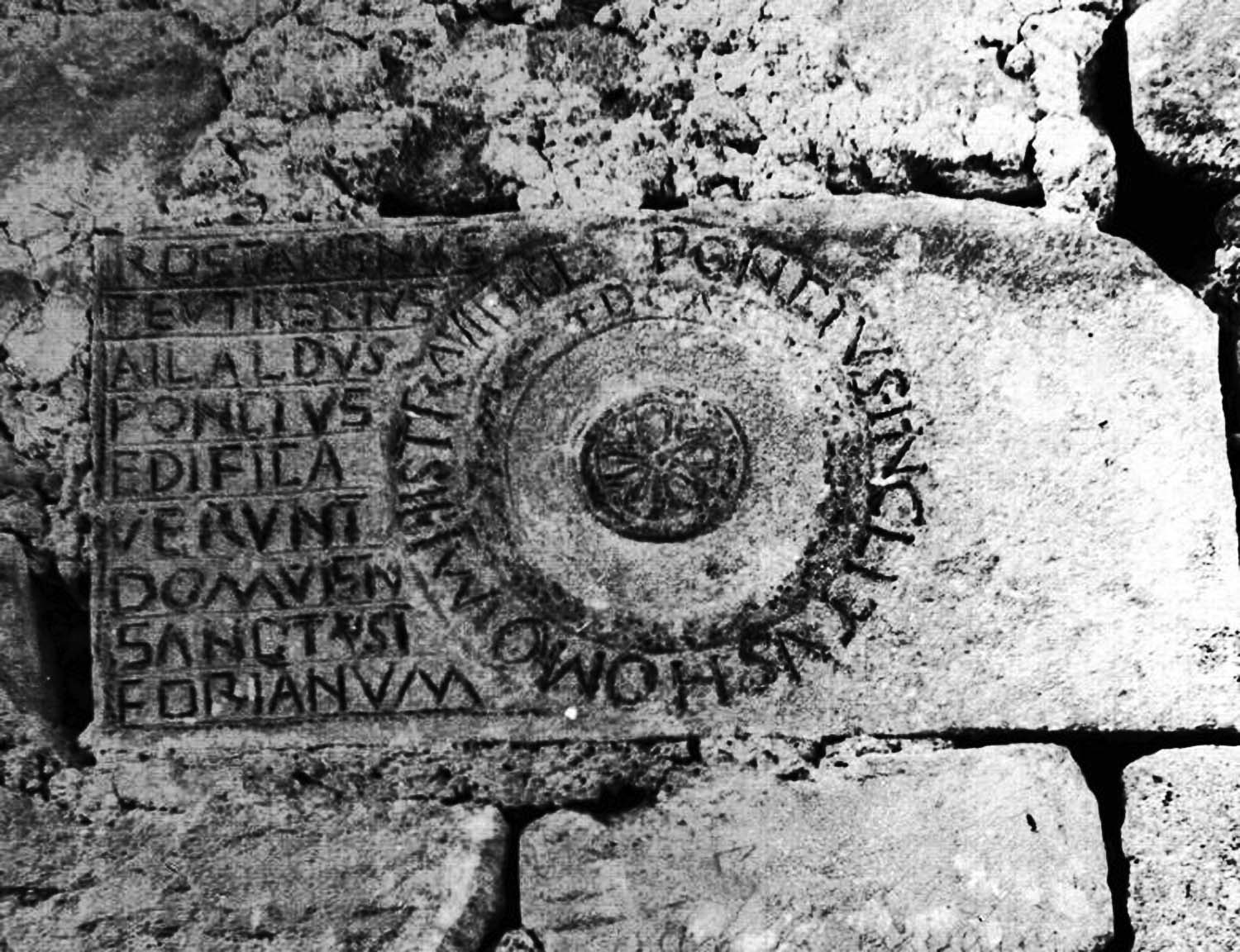

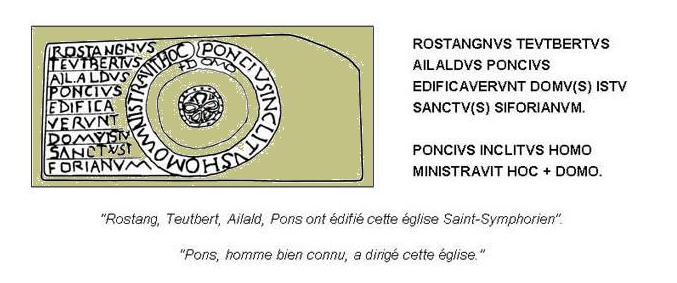
Reproduction de l'inscription médiévale du prieuré de Saint-Symphorien de Bonnieux.

« ROSTANGNVS
TEVTBERTVS
AILALDVS
PONCIVS
EDIFICAVERVNT
DOMV(S) ISTV
SANCTV(S) SIFORIANVM.
PONCIVS INCLITVS HOMO MINISTRAVIT HOC + DOMO. »

Ce que l'on peut traduire par Rostang, Teutbert, Ailald, Pons ont édifié cette église Saint-Symphorien. Pons, homme bien connu, a exercé son ministère en cette église.
Mais qui étaient Rostang, Teutbert, Ailald et Pons ?
Les textes de l'épigraphie représentée ci-dessus permettraient d'en savoir plus: en mentionnant l'existence de Pons et Ripert, cités comme donateurs en 1053, à la suite de leur grand-mère Ingilrade, ils suggèrent que le prieuré existait déjà au tout début du XIe siècle, du temps de cette aïeule précisément.
Cette inscription, disparue, nommait en effet les fondateurs de Saint-Symphorien (qui s'appelait alors Saint-Pierre, avant de devenir Saint-Pierre et Saint-Symphorien, puis Saint-Symphorien). Elle ferait remonter la fondation une ou deux générations avant Ingilrade, c'est-à-dire dans les années 960, au temps d'Arbald III, de l'évêque Rostang, et du Pons (peut-être apparenté aux vicomtes de Marseille) qui avait épousé Hermengrade, la sœur du comte Griffo - sans qu'il soit toutefois permis d'en tirer des conclusions sur la personnalité du (ou des) Pons de l'inscription.

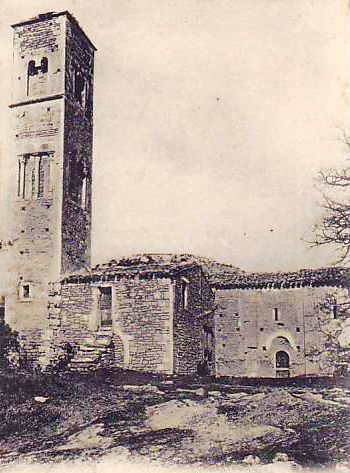
Le prieuré en 1900.

Au total, l'incertitude demeure donc quant à la personnalité de trois des fondateurs de Saint-Symphorien. Il semble que Rostang ait plus de chances d'être l'évêque d'Apt que son beau-frère, car alors le fils précèderait le père dans l'inscription. Mais l'identité de Pons, ou des Pons, demeure incertaine. Ne peut-on pour autant dater la fondation de Saint-Symphorien ? D'une manière générale les églises épiscopales ainsi que les abbayes - et plus particulièrement celle de Cluny - jouaient à l'époque le rôle de notre Enregistrement. Or au vu des chartes de Cluny et de l'Église d'Apt, la seule période où figurent simultanément les noms des personnages identifiés dans l'inscription se situe entre 955 et 976, avec une probabilité plus forte pour la séquence comprise entre 955 et 961. Saint-Symphorien daterait donc bien de la seconde moitié du Xe siècle. Ingilrade pouvait faire une donation à l'établissement à la fin du Xe siècle ou au début du XIe siècle. Et Pons et Ripert, co-seigneurs de Bonnieux, qui étaient ses petits-enfants, confirmer ce don en 1053…
Saint-Symphorien cependant n'était pas le seul établissement religieux qui pouvait accueillir le voyageur dans le Luberon. Outre Sainte-Marie-d'Espeil, on peut compter au débouché du chemin des crêtes avec l'église du Fort de Buoux - où les fouilles ont montré que l'édifice, longtemps attribué au seul début du XIIIe siècle, s'appuyait en fait sur une structure plus ancienne que ses caractéristiques renvoient tout droit vers le XIe siècle. Comme on a vu que l'existence de l'ancien village de Saint-Germain s'était précisément arrêtée au XIe siècle, il est assez tentant d'envisager là une continuité entre les deux sites, le Fort ayant toujours dû constituer de toute façon un refuge pour les habitants de Saint-Germain.

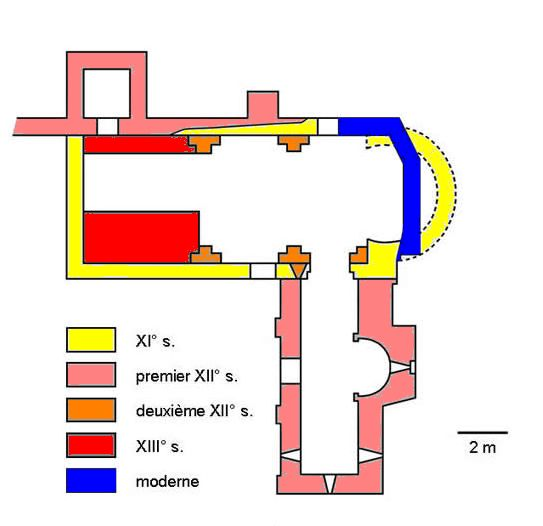
Époques de construction.

## Classement et restauration
Le clocher fait l'objet d'un classement au titre des monuments historiques depuis le 10 novembre 1921 alors que l'église fait l'objet d'une inscription au titre des monuments historiques depuis le 16 mai 1949.
En 1980, Daniel Vial, actuel propriétaire, rachète le prieuré à la mère de Roger Vadim. Démarre alors une longue campagne de restauration, avec l'aide de Dominique Ronsseray, architecte en chef des Monuments Historiques, et d'Anthony Ingrao, architecte à New York.

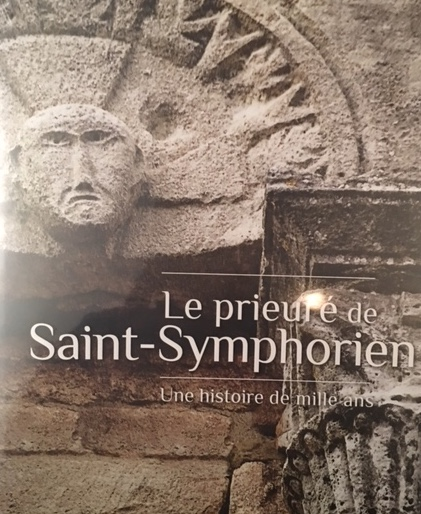
Couverture du livre Le Prieuré de Saint-Symphorien, une histoire de mille ans.

## Architecture
L'élément le plus remarquable du prieuré Saint-Symphorien est son clocher du XIIe siècle, qui se dresse, solitaire, parmi la végétation.
Surmonté d'un petit toit carré, le clocher est édifié en moellons encadrés d'impressionnants chaînages d'angles en pierre de taille.
Les baies du second étage du clocher sont très conventionnelles : il s'agit de baies géminées séparées par une colonnette. Par contre, les baies du premier étage présentent un agencement plus curieux : il s'agit de baies simples cachées chacune derrière un triplet de colonnettes.